# Ilha Vozrojdenia

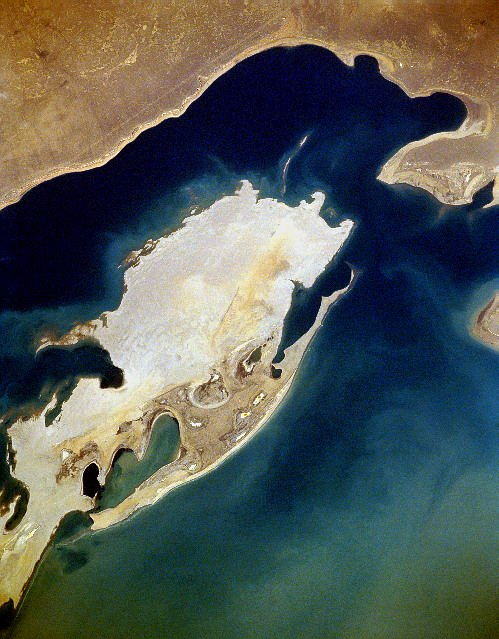
Imagem de satélite de Vozrojdenia

Vozrojdenia (em russo:  Возрождения: 'Renascimento') era a principal das ilhas no interior do Mar de Aral. Em decorrência do desvio dos rios que alimentavam o Mar de Aral (Amu Dária e Sir Dária), ocorreu uma drástica redução do nível das águas do Mar de Aral, e a ilha tornou-se uma península. Atualmente é um território dividido entre Cazaquistão e Uzbequistão.

## Produção de armas biológicas
Em 1948, um laboratório soviético secreto, destinado a testes de armas biológicas, foi construído em Vozrojdenia. Em 1988, centenas de toneladas de bactérias do antraz - o suficiente para destruir o mundo várias vezes - foram colocados em gigantescos recipientes de aço. Foi usada lixívia para descontaminar a carga letal, que, em seguida, foi despachada num trem para a ilha. Lá, soldados russos cavaram enormes fossos, despejaram a lama no solo e a enterraram. A base foi abandonada em 1992 depois do colapso da URSS, com a desintegração do Exército Vermelho.

## Contaminação do solo
Em 1998, testes feitos com amostras do solo dos fossos, onde as bactérias do antraz haviam sido enterradas, mostraram que ainda havia esporos vivos - e  potencialmente letais.
É possível que nesse laboratório esteja na origem do antraz dos ataques biológicos ocorridos nos Estados Unidos, em 2001. Missões científicas demonstraram que o local era usado para a produção, análise e eliminação de armas biológicas.
Uma equipe dos EUA visitou a ilha após os ataques de 11 de Setembro de 2001, supostamente para descontaminar os aterros infectados sobretudo por esporos do Bacillus anthracis, bactéria causadora do antraz. Na verdade, a missão do grupo era verificar se haveria ali algum tipo de arma biológica que pudesse cair nas mãos de terroristas .
Quase todos os agentes responsáveis pelas doenças mortais testados em Vozrozhdeniye são rapidamente destruídos quando expostos à luz ultravioleta. O solo arenoso, a esparsa vegetação da ilha e as altas temperaturas, que chegam a 60°C no verão, reduzem drasticamente a possibilidade de sobrevivência dos microorganismos patogênicos. A exceção importante é o antraz, um esporo que sobrevive a todos os outros, podendo persistir no solo por um período muito longo. E, se quaisquer esporos atingirem os pulmões, a probabilidade de morte é quase sempre superior a 90%. Especialistas estimam que a descontaminação da ilha requeira mais de 40 anos. A exposição aos esporos pode significar uma nova ameaça para uma população cuja condição sanitária já é precária. Resta saber quais das muitas das doenças que afetam a região são atribuíveis à pobreza e à degradação ambiental e quais podem estar ligadadas à sua herança biológica e química.
Em 2002, através de um projeto organizado e financiado pelos Estados Unidos com a assistência do Uzbequistão, dez locais onde antraz foi enterrado foram descontaminados.